# Force de défense namibienne
La force de défense namibienne constitue la puissance militaire de la Namibie chargée de la défense de la population, du territoire et de ses intérêts nationaux.

## Histoire
La force de défense namibienne est créée lorsque la Namibie accède à l'indépendance vis-à-vis de l'Afrique du Sud en 1990. La nouvelle constitution namibienne définit le rôle des forces armées comme la « défense du territoire et des intérêts nationaux ».
Elle a notamment participé au conflit de Caprivi et à la deuxième guerre du Congo.
En 2012, la Chine s'apprête à livrer le Namibian Maritime Wing à la Namibie, alors le plus grand navire de patrouille de la marine namibienne. En janvier 2015, deux journaux (Informante et The Namibian) révèlent que l'armée namibienne serait en négociation avec l'armée chinoise pour l'installation d'une base navale chinoise à Walvis Bay. Les deux pays ont nié l'information mais les deux journaux ont maintenu la véracité de leurs sources. Militairement, la Chine pourrait avoir un intérêt à contrôler certains axes Atlantique pour acheminer les matières premières depuis l'Amérique du Sud.
En 2017, la Chine livre deux nouveaux navires de patrouille, le Daures et le Brukkaros.
En février 2018, l'armée namibienne licencie 1 000 soldats pour des raisons de contrainte budgétaire. En parallèle, quatre millions de dollars sont alloués à l'acquisition d'un terrain voué à devenir une base militaire.

## Description
Ses quartiers-généraux sont situés à Windhoek et elle comprend environ 8 000 personnels actifs. Le commandant en chef est le président Hage Geingob. En 2006, la part du PNB allouée à la défense était de 3,7 %.

## Forces armées
[Quand ?]

### Armée de terre
- 6 bataillons d'infanterie motorisés ;

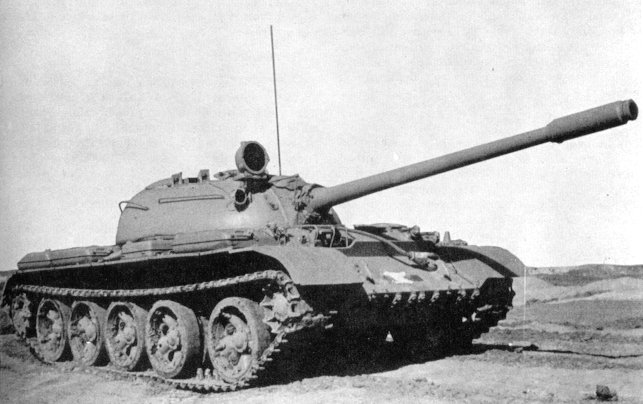
Char de combat T-55, similaire à ceux utilisés par l'armée de terre namibienne.

- 1 bataillon de la garde présidentielle ;
- 1 régiment anti-char ;
- 1 compagnie de reconnaissance ;
- 1 compagne de soldats du génie ;
- 1 groupe d'artillerie ;
- 1 régiment de défense anti-aérienne ;
- 1 brigade de logistique et de soutien.

Elle comprend 20 chars T-54/55, des T-34, 12 BRDM-2, 10 BTR-60, 10 BTR-152, 20 Casspir et 5 BM-21 Grad. L'équipement standard de l'infanterie inclut : AK-47, RPG-7, CZ 75 et Makarov PM.

### Force aérienne

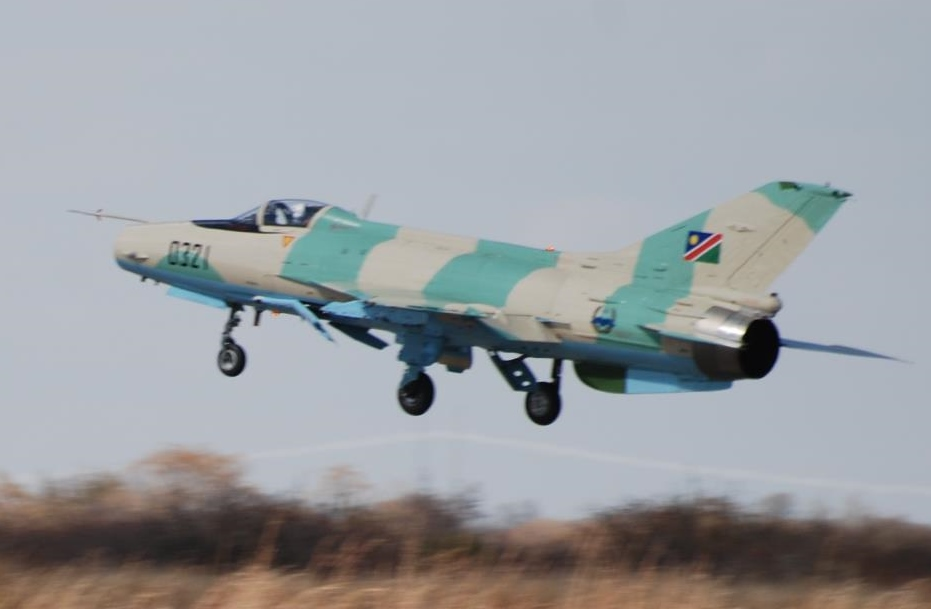
Avion de combat Chengdu J-7 de la force aérienne namibienne en 2018.

La force aérienne est constituée de  
| Aéronefs                        | Origine          | Type                                  | En service      | Notes           |
| Avion de combat                 | Avion de combat  | Avion de combat                       | Avion de combat | Avion de combat |
| ------------------------------- | ---------------- | ------------------------------------- | --------------- | --------------- |
| Chengdu J-7                     | Chine            | Avion de chasse                       | 8               | F-7NM FT-7NM    |
| Nanghang K-8 Karokorum          | Chine            | Avion d'attaque au sol                | 12              |                 |
| Avion de transport              |                  |                                       |                 |                 |
| Antonov An-26                   | Union soviétique | Avion de transport                    | 1               |                 |
| Harbin Y-12                     | Chine            | Avion de transport                    | 2               |                 |
| Cessna Skymaster                | États-Unis       | Avion de transport léger              | 5               |                 |
| Dassault Falcon 900             | France           | Avion de transport VIP                | 1               |                 |
| Hélicoptère                     |                  |                                       |                 |                 |
| Mil Mi-25                       | Union soviétique | Hélicoptère de transport et de combat | 2               | Ex libyen       |
| Mil Mi-17                       | Union soviétique | Hélicoptère de transport              | 2               | Ex libyen       |
| Sud-Aviation SA316 Alouette III | France           | Hélicoptère de transport              | 2               |                 |
| Sud-Aviation SA315B Lama        | France           | Hélicoptère polyvalent                | 1               |                 |

### Marine de guerre
La marine namibienne comprend 350 marins et opère 7 patrouilleurs basés à Walvis Bay.